# Заречное (Волчанский район)
Заре́чное (укр. Зарічне; до 2016 — Петро́вское, до 1937 — Пасековка) — село, Старосалтовский поселковый совет, Чугуевский район, Харьковская область, Украина.
Код КОАТУУ — 6321655803. Население по переписи 2001 года составляет 671 (328/343 м/ж) человек.

## Географическое положение
Село Заречное находится на левом берегу Печенежского водохранилища (река Северский Донец), выше по течению на расстоянии в 1 км расположено село Металловка.
Село расположено вдоль балки Разрытая по которой протекает безымянная река, село окружено лесным массивом (сосна), вокруг много баз отдыха.

## Происхождение названия
На территории Украины есть ряд населённых пунктов с названием Заречное.

## История
- 1795 — основано как село Пасековка.
- До 1937[2] — переименовано в село Петровское в честь советского государственного деятеля Г. И. Петровского.
- В 1940 году, перед ВОВ, в Петровском были 138 дворов и сельсовет.[2]
- При СССР и до 1990-х годов в селе и его окрестностях действовали следующие базы отдыха:[5]

«Огонёк» Харгаза,
«Протон» Харьковской Центральной клинической больницы,
«Росинка» ХЭЛЗ,
«Парус» ХЭЛЗ,
«Мечта» («Мрия») УФТИ,
«Коммунальник» ХТТУ,
«Хвойная».
- 2016 — название села «декоммунизировано» и село переименовано в Заречное.

## Название села
При СССР в 1920-х — начале 1930-х годов в Волчанском районе и области прошла «волна» переименований значительной части населённых пунктов, в основном на левом (восточном) берегу Донца, в «революционные» названия — в честь Октябрьской революции, сов. власти, Кр. армии, пролетариата, Сов. Украины, деятелей «демократического и революционного движения» (Т. Шевченко, Г. Петровского) и новых праздников (1 мая и др.)
Село Пасековка Волчанского района Харьковского округа было переменовано до ВОВ в честь советского деятеля Григория Ивановича Петровского.
Похожие названия приводили к путанице, так как в одной Харьковской области рядом могли оказаться сёла с одинаковыми названиями: в одной Харьковской области находились в 2016 году девять Петровских: Петровское (Балаклейский район), Петровское (Двуречанский район), Петровское (Кегичёвский район), Петровское (Краснокутский район), Петровское (Близнюковский район), Петровское (Волчанский район), Петровское (Зачепиловский район), Петровское (Лозовской район), Петровское (Чугуевский район).
На территории УССР находились 69 населённых пунктов с названием Петровское.

## Экономика
- Данное село находится в рекреационной зоне.
- В селе не осталось никаких производств, кроме производства пеллет для отопления. Остальные достопримечательности — это рестораны и базы отдыха.
- «Залив» — база отдыха с водными аттракционами.[9]
- «Парус» — база отдыха завода ХТЗ.
- Оздоровительный центр «Серебряный бор».
- «Хвойная», база отдыха бывшего завода «Серп и Молот».

## Достопримечательности
- Вблизи села найдены селище и грунтовой могильник салтовской культуры. Отдельные вещи салтовской культуры найдены у села, на колхозном поле.